# سابنگه
سابنگه (به لهستانی:  Sabnie) یک روستا در لهستان است که در گمینا سابنگه واقع شده‌است.